# Neaxiopsis orientalis
Neaxiopsis orientalis är en kräftdjursart som först beskrevs av De Man 1925.  Neaxiopsis orientalis ingår i släktet Neaxiopsis och familjen Axiidae. Inga underarter finns listade i Catalogue of Life.